# اشوامدا

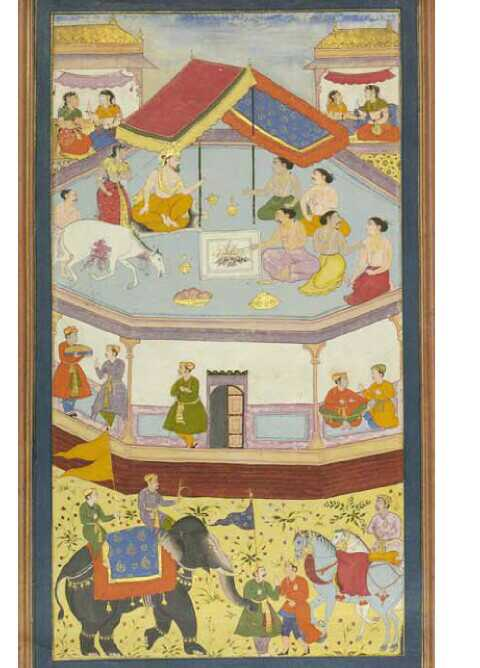
اشوامدای جدهشتر

اَشْوامِدا (अश्वमेध) مراسم آیینی قربانی کردن اسب است که پیروان دین ودائی آن را انجام می‌دادند. شاهان هندوی باستانی این فریضه را برای نشان دادن حاکمیت امپراتوری خود به جای می‌آوردند، به این صورت که اسبی را به همراه جنگجوهای منتخب شاه برای یک سال در قلمرو او رها می‌کردند و اگر در این مدت هیچ فرمانروای رقیب یا دشمنی این اسب و جنگجوهای همراه آن را به چالش نمی‌کشید اسب به پایتخت بازگردانده می‌شد، آن را قربانی می‌کردند، و شاه حاکمیت چالش‌ناپذیر خود بر آن قلمرو را اعلام می‌کرد. معروف‌ترین متنی که مراسم اشوامدا در آن ذکر شده‌است اشوامداهیکا پروه (کتاب قربانی اسب) است که چهاردهمین کتاب حماسه مهاباراتا محسوب می‌شود و در آن کریشنا و ویاسه به جدهشتر توصیه می‌کنند که این مراسم را انجام دهد و در آنجا روند آن با جزئیات ذکر شده‌است.
به‌نظر می‌رسد این مراسم را شاهان باستانی بسیاری انجام داده‌اند، ولی در هزار سال اخیر تنها دو فرمانروا به انجام آن دست زده‌اند که آخرین بار آن را مهاراجهٔ جایپور جای سینگ دوم در ۱۷۲۱ میلادی انجام داد.

## روند مراسم

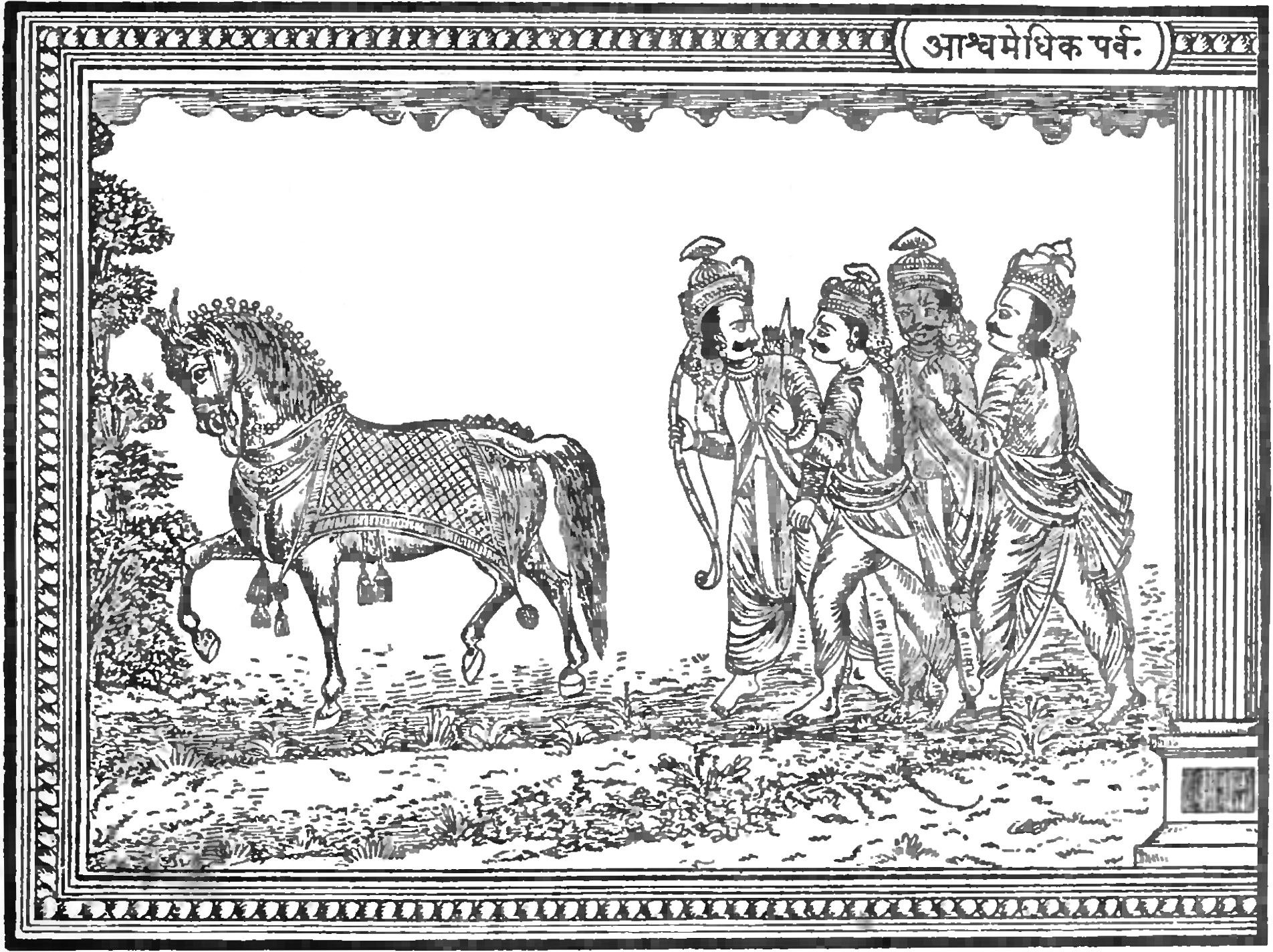
اشوامدا

اشوامدا را تنها شاهان (راجه‌های) قدرتمند می‌توانستند انجام دهند و هدفشان نمایش حاکمیت و اقتدار خود در گستره قلمروشان بود. مراسم اشوامدا بسیار گران درمی‌آمد و لازم بود صدها نفر در اجرای آن شرکت کنند.
اسب منتخب برای قربانی باید اسبی سفید با لکه‌های سیاه می‌بود. پیش از آغاز حرکت اسب در زمانی معین (که اختربین‌ها آن را مشخص می‌کردند) باید آتشکدهای ساخته می‌شد و در آن قربانی کوچکی انجام می‌گرفت. شب قبل از حرکت اسب شاه باید شب را در کنار ملکه اصلی (رانی) می‌گذراند ولی از آمیزش جنسی خودداری می‌کرد. روز حرکت اسب سگ سیاهی قربانی می‌شد و لاشهٔ آن را به اسب می‌بستند. سپس اسب را به سمت رودخانه‌ای می‌بردند و او را به سمت شمال شرقی آزاد می‌گذاشتند تا برای مدت یک سال به هر کجا که می‌خواهد برود. اگر اسب به قلمرو کشورهای دشمن قدم می‌گذاشت، به آن کشور باید حمله می‌شد و پس از مغلوب کردنشان قلمروشان ضمیمهٔ قلمرو شاه می‌گشت. به همراه آن اسب صد اسب اخته و صد جنگجوی کشاتریا (که از فرزندان مقامات کشوری و لشکری و مذهبی بودند) فرستاده می‌شدند. در مدت یک‌سالهٔ غیبت اسب در پایتخت یک‌سره جشن بر پا بود.
اسب پس از یک سال به پایتخت بازمی‌گشت و در مدت یک ماه باید قربانی می‌شد. پیش از قربانی شدن اسب شاه باید تعمید می‌شد و با اسب که به همراه سه اسب دیگر به گردونه‌ای بسته می‌شد در یک آب حمام می‌کرد. پس از آن اسب به آتشکده برده می‌شد و تعداد دیگری از دام‌ها (در یک روایت ۶۰۹ حیوان دیگر) با او در آتشکده بسته می‌شدند و در نهایت اسب با خفه شدن قربانی می‌شد.
پس از مرگ اسب، ملکهٔ اصلی شاه باید شب را در کنار لاشهٔ آن می‌گذراند و با آن آمیزش جنسی می‌کرد.
پس از طلوع آفتاب روحانیون ملکه را از اسب جدا می‌کردند و اسب را با خنجر به تکه‌های کوچک تقسیم می‌کردند.

## دید تمثیلی
اوپانیشاد بریهدآرنیکه اشوامدا را تمثیلی تفسیر می‌کند و می‌گوید که با قربانی کردن اسب، فرد می‌تواند به سلطنت بر زمین برسد، و در ادامه عنوان می‌کند که تنها با وارستگی از دنیا (که در تصویر اسب مجسم شده‌است) می‌توان به خودکفایی روحانی دست یافت.

## گالری سکه‌های گوپتی

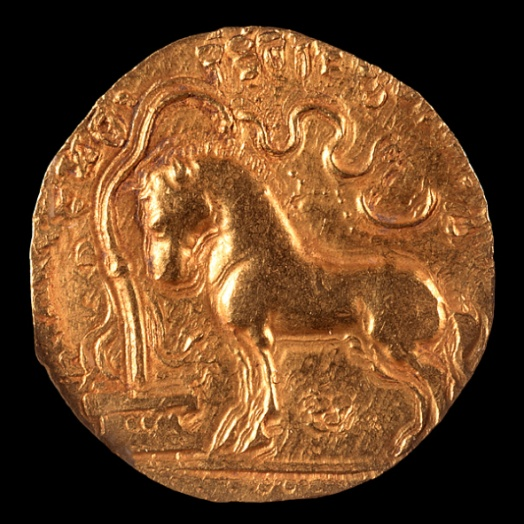
سکه ضرب سامودراگوپتا
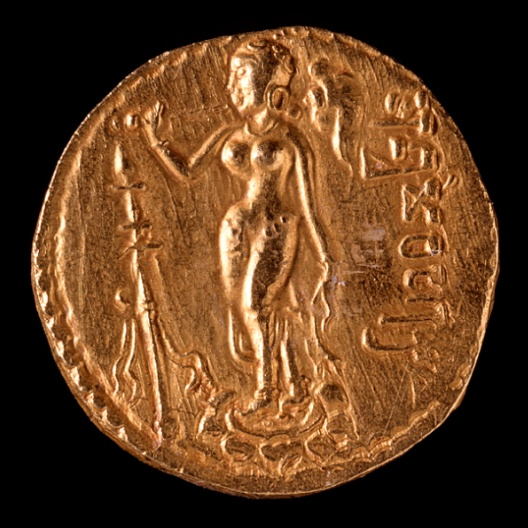
پشت سکه قبلی
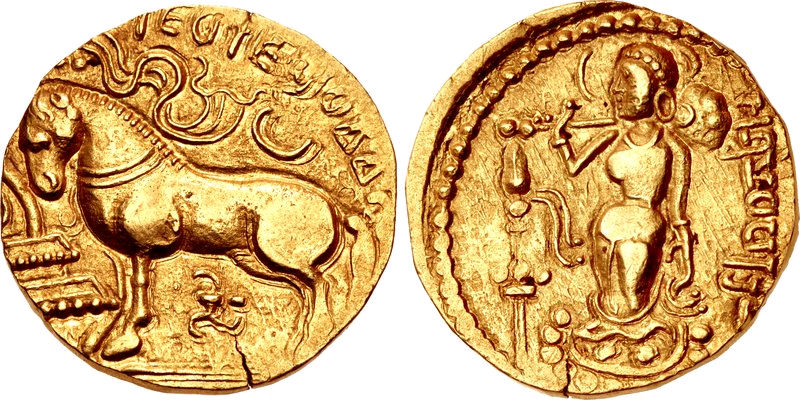
سامودراگوپتا
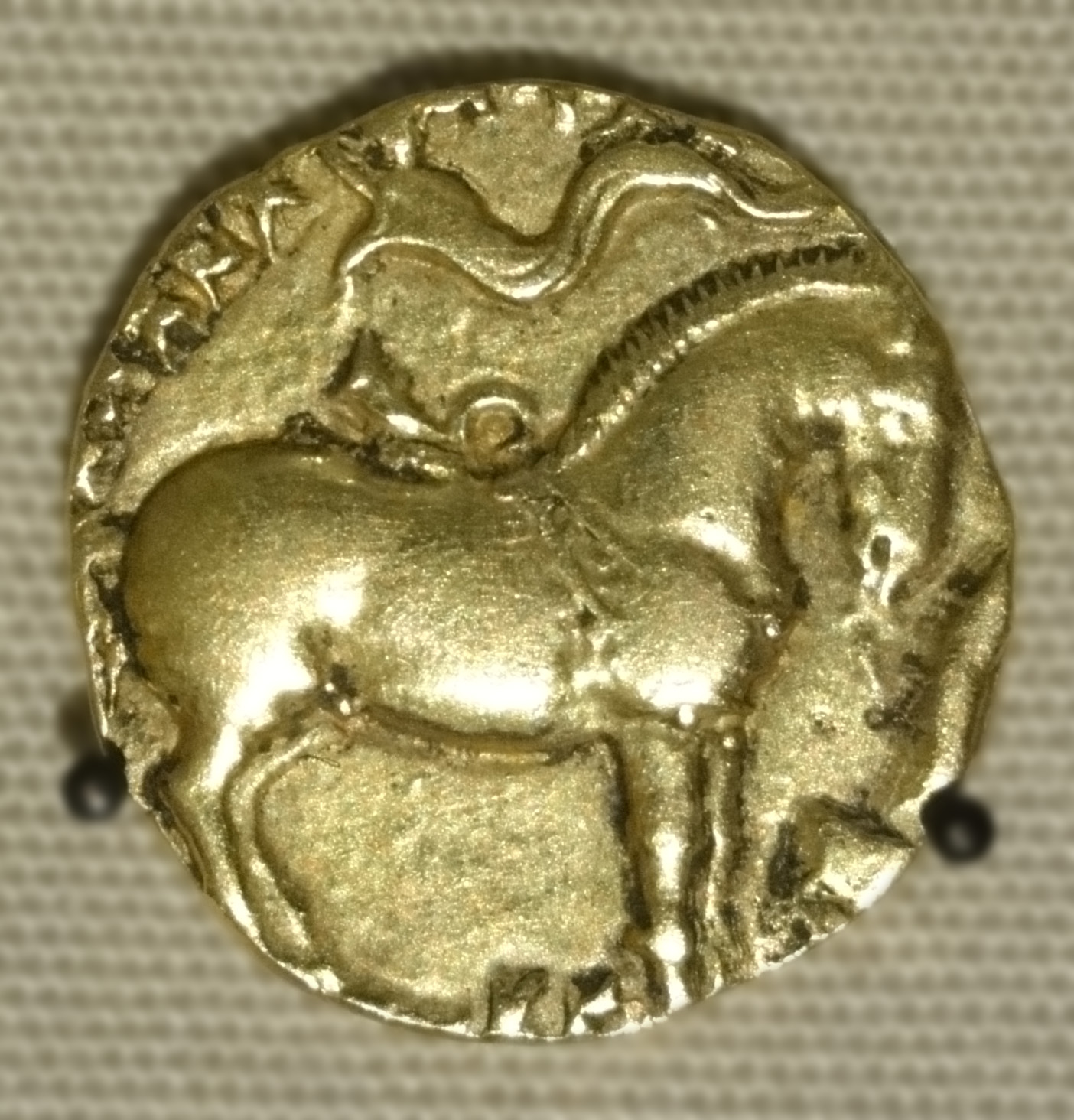
کوماراگوپتا